# أيديولوجيا الحزب الشيوعي الصيني
خضعت العقيدة الفكرية للحزب الشيوعي الصيني لتغييرات كبيرة على مر السنين، وخاصة خلال فترة قيادة دنغ شياوبنغ. في حين أن المعلقين الأجانب اتهموا الحزب الشيوعي الصيني (سي بّي سي) بالافتقار إلى عقيدة فكرية متماسكة، إلا أن الحزب الشيوعي الصيني ما يزال يُصنف على أنه حزب شيوعي.

## العقيدة الفكرية
منذ الأيام الأولى لتأسيس الحزب، لعبت القومية والشعبوية السائدة في الصين خلال العقد الأول من القرن العشرين دورًا مهمًا في أيديولوجيا الشيوعيين الأوائل مثل لي تا تشاو وماو تسي تونغ. فمن ناحية، تعد الماركسية بمثابة اليوتوبيا الروحية للشيوعيين الأوائل، بينما من ناحية أخرى، فقد عدلوا أو أضفوا الطابع الصيني «صيّنوا» بعض مذاهب الأيديولوجيا الشيوعية بطريقة واقعية وقومية لدعم ثورتهم في الصين. قد تكون فكرة التهجين هذه هي أصل حركة القفزة العظيمة للأمام والثورة الثقافية الشهيرة.
في السنوات الأخيرة، جادل المعلقون الأجانب بأن الحزب الشيوعي الصيني ليس لديه أيديولوجيا، وأن التنظيم الحزبي ما هو إلا تنظيم براغماتي عملي يهتم فقط بما يفيد.
غير أن الحزب نفسه يقول خلاف ذلك. مثلًا، صرح هو جينتاو في عام 2012 أن العالم الغربي «يهدد بتقسيمنا» وأن «الثقافة الدولية للغرب قوية بينما نحن ضعفاء. لذلك فإن المجالات الأيديولوجية والثقافية هي أهدافنا الرئيسية». يبذل الحزب الشيوعي الصيني قدرًا كبيرًا من الجهد في مدارس الحزب وصياغة رسالته الأيديولوجية. قبل حملة «التطبيق هو المعيار الوحيد للحقيقة»، كانت العلاقة بين الأيديولوجيا وصنع القرار علاقة استدلالية، ما يعني أن صنع السياسات مستمد من المعرفة الأيديولوجية. لكن في عهد دنغ، انقلبت هذه العلاقة رأسًا على عقب، فأصبح صنع القرار هو الذي يضبط الأيديولوجيا وليس العكس. وفي النهاية، يعتقد صانعو السياسات الصينيون أن أحد أسباب تفكك الاتحاد السوفيتي كان جمود أيديولوجيته. لذا يعتقدون أن أيديولوجيا حزبهم يجب أن تكون ديناميكية لحماية حكم الحزب، وذلك على عكس الحزب الشيوعي للاتحاد السوفيتي، الذي أصبحت أيديولوجيته «متزمتة وغير خلاقة ورجعية ومنفصلة عن الواقع».

### دور الأيديولوجيا

#### المُثل والمعتقدات
في مقال «المثل الثورية أعلى من دراسة السماء» (المنشور في عام 2013)، كتب شخص تحت اسم مستعار «أوتوم ستون»، يدعم سياسة الأمين العام شي جين بينغ في تقوية المعتقدات الأيديولوجية لكوادر الحزب، إذ أن الوحدة الأيديولوجية تؤدي إلى وحدة الحزب (وفقًا للشعار اللينيني). ويدعي الكاتب في مقاله أن «المثل والمعتقدات هي الرايات الروحية للنضال الموحد للبلاد والأمة والحزب، وأن المثل والمعتقدات المتقلبة هي الأكثر ضررًا». وأن التمسك بمثل ومعتقدات الحزب يخلق رابطًا بين الحزب والجماهير، ويسمح للحزب «بكسب الانتصارات أينما ذهب». منذ تفكك الاتحاد السوفيتي، أصبحت القيم الروحية الأساسية للأعضاء أكثر أهمية من أي وقت مضى، بالنظر إلى استعادة الرأسمالية العالمية لمكانتها القوية. ويعتقد شي جين بينغ أن المعتقدات المتقلبة في مُثل الحزب تؤدي إلى زيادة الفساد والسلوك غير المرغوب فيه. أما الأعضاء النموذجيون القدامى، مثل مينغان شيا الذي قال «لا تخش من قطع رأسك، طالما أن منهجك صحيح»، ويانغ تشاو الذي قال «إن السماء مليئة بالمطر والرياح والقلق، أما بالنسبة للثورة، لا داعي للخوف من فقدان رأسك»، ومقولة فانغ زيمين «يمكن للعدو قطع رؤوسنا فقط، لكنه لا يستطيع أن يهز معتقداتنا»، يقترح كاتب المقالة أن هؤلاء الرجال لا يمكن أن يصبحوا فاسدين لأنهم يحملون مُثل ومعتقدات الحزب. ويتابع الكاتب أن حل الاتحاد السوفيتي ترجع بعض أسبابه الرئيسية إلى التقلب الأيديولوجي للمسؤولين. ويدعي أن ميخائيل غورباتشوف - آخر زعيم سوفيتي - أقر بشكل غير علني أن المثل الشيوعية أصبحت بالية بالنسبة له. وأن التفكك في المجال الأيديولوجي يمكن أن يقود إلى حدوث خروقات في أماكن أخرى ضمن بنية الحزب، الأمر الذي يمهد الطريق لانهيار الحزب، حسب قول الكاتب.
في عام 2006، في الجلسة العامة السادسة عشرة للجنة المركزية السادسة عشرة، أعربت قيادة الحزب الشيوعي الصيني بقيادة الأمين العام هو جين تاو عن الحاجة إلى إنشاء نظام قيم جديد، أُشير إليه باسم نظام القيم الاشتراكية الأساسية. وصرح هو جينتاو في الجلسة العامة السادسة عشرة في خطابه، بعنوان «حل القضايا الرئيسية المتعلقة ببناء مجتمع اشتراكي متناغم»:
إن الأيديولوجيا الماركسية المرشدة، والمُثل العامة للاشتراكية ذات الخصائص الصينية، والروح الوطنية وحب الوطن هي الجوهر، وروح العصر مع الإصلاح والابتكار هي الجوهر، والمفهوم الاشتراكي للشرف والعار الذي يؤسس لنظام القيم الاشتراكية الأساسية. يجب أن نستمر بدمج نظام القيم الاشتراكية الأساسية ضمن عملية التعليم الوطني بكاملها وبناء حضارة روحية وجعلها تعبر دروب التحديث المختلفة.

## الماركسية اللينينية وماو تسي تونغ
كانت الماركسية - اللينينية أول أيديولوجيا رسمية للحزب الشيوعي الصيني، وهي مزيج من الماركسية الكلاسيكية (أعمال كارل ماركس وفريدريش إنجلز) واللينينية (أفكار فلاديمير لينين). وفقًا للحزب الشيوعي الصيني، «تكشف الماركسية اللينينية عن القوانين العالمية التي تحكم تطور تاريخ المجتمع البشري». وبالنسبة للحزب الشيوعي الصيني، تقدم الماركسية - اللينينية رؤية للتناقضات في المجتمع الرأسمالي وحتمية المجتمعات الاشتراكية والشيوعية المستقبلية. في البداية ابتكر ماركس وإنجلز النظرية الكامنة وراء بناء الحزب الماركسي. وطورها لينين بشكل عملي قبل وأثناء وبعد الثورة الروسية عام 1917. جاء أكبر إنجازات لينين في بناء الحزب، من خلال مفاهيم مثل الحزب الطليعي للطبقة العاملة والمركزية الديمقراطية. وفقًا لصحيفة بيبولز ديلي، فإن فكر ماو تسي تونغ «هو تطبيق الماركسية اللينينية وتطويرها في الصين».
لم يكن فكر ماو تسي تونغ نتاجه وحده، ولكنه نتاج كبار مسؤولي الحزب. ووفقًا لوكالة أنباء شينخوا، فإن فكر ماو تسي تونغ هو «دمج للحقيقة العالمية للماركسية - اللينينية مع تطبيق الثورة الصينية». في الوقت الحالي، يفسر الحزب الشيوعي الصيني جوهر فكر ماو تسي تونغ بأنه «السعي للحقيقة عبر الحقائق»: «يجب أن ننطلق من الواقع ونضع النظرية موضع التنفيذ في كل شيء. وبعبارة أخرى، يجب علينا دمج النظرية العالمية للماركسية اللينينية مع الظروف الخاصة للصين».
يتفق المحللون بشكل عام على أن الحزب الشيوعي الصيني رفض الماركسية اللينينية الأرثوذكسية وفكر ماو تسي تونغ (أو على الأقل الأفكار الأساسية ضمن التفكير الأرثوذكسي)، بينما الحزب الشيوعي الصيني نفسه لا يوافق على هذه الفرضية. ويتحدث بعض المعلقين الغربيين أيضًا عن «أزمة أيديولوجية» داخل الحزب. ويعتقدون أن الحزب الشيوعي الصيني قد رفض الشيوعية. قال وانغ شيونغ دونغ - مدير معهد الاشتراكية العالمية - ردًا على ذلك: «نعرف أن الأخرين في الخارج يعتقدون أن لدينا (أزمة أيديولوجية)، لكننا لا نوافق على ذلك». ووفقًا للأمين العام السابق جيانغ زيمين، فإن الحزب الشيوعي الصيني «يجب ألا يتجاهل الماركسية اللينينية وفكر ماو تسي تونغ». وقال: «إذا فعلنا ذلك، فسوف نفقد أساسنا». وأشار كذلك إلى أن الماركسية بشكل عام «مثل أي علم، تحتاج إلى التغيير مع تقدم الوقت والظروف». وتزعم بعض المجموعات أن جيانغ زيمين قد أنهى الالتزام الرسمي للحزب الشيوعي الصيني تجاه الماركسية بإدخال النظرية الأيديولوجية «التمثيلات الثلاثة». ومع ذلك، اعترض مُنظر الحزب لينغ رونغ، مدعيًا أن «الرئيس جيانغ تخلص من العقبات الأيديولوجية لأنواع مختلفة من الملكية، ولم يتخل عن الماركسية أو الاشتراكية. فقد زاد قوة الحزب من خلال توفير فهم حديث للماركسية والاشتراكية - ولهذا السبب نتحدث عن (اقتصاد سوق اشتراكي) بخصائص صينية». ووفقًا لجيانغ زيمين فإن الماركسية في جوهرها هي منهجية وهدف لمجتمع مستقبلي دون طبقات، وليست تحليلات للطبقة وللتناقضات بين الطبقات المختلفة.
جادل كارل ماركس بأن المجتمع مر بمراحل مختلفة من التطور، واعتقد أن نمط الإنتاج الرأسمالي كان المرحلة الثالثة. وكانت هذه المراحل: المرحلة القديمة، تستند في الغالب على العبودية؛ والإقطاعية؛ والرأسمالية؛ والاشتراكية؛ ونمط الإنتاج الشيوعي. ويوصف تحقيق «الشيوعية» الحقيقية بأنه «الهدف النهائي» للحزب الشيوعي الصيني والصين. في حين يدعي الحزب الشيوعي الصيني أن الصين في المرحلة البدائية من الاشتراكية، ويجادل منظرو الحزب بأن مرحلة التنمية الحالية «تشبه إلى حد كبير الرأسمالية». ويقول بعضهم الأخر إن «الرأسمالية هي المرحلة المبكرة أو الأولى من الشيوعية». وفي التصريحات الرسمية، من المتوقع أن تستمر المرحلة البدائية من الاشتراكية نحو 100 عام، وبعدها ستصل الصين إلى مرحلة نمو أخرى. ورفض البعض مفهوم المرحلة البدائية من الاشتراكية لكونها سخرية فكرية. وفقًا لروبرت لورانس كوهن - محلل صيني - «عندما سمعت هذا المنطق لأول مرة، اعتقدت أنه كوميدي أكثر من كونه ذكيًا - كاريكاتير ساذج من مروجين مأجورين سربه مفكرون متشائمون. لكن أفق 100 عام يأتي من منظرين سياسيين جادين».